# Lancanjiangosaurus
Lancanjiangosaurus là tên không chính thức cho một chi khủng long sauropoda chưa được mô tả sống vào thời kỳ Jura giữa. 
Vairantes
Lacangosaurus
Lacangjiangosaurus
Locanjiangosaurus